# Karlie Samuelson
Pour les articles homonymes, voir Samuelson.
Karlie Anne Samuelson, née le 10 mai 1995 à Fullerton, en Californie aux États-Unis, est une joueuse américano-britannique de basket-ball. Après avoir joué pour l'Université Stanford, Samuelson n'est pas draftée lors de la draft de 2017 mais rejoindra les Sparks de Los Angeles pour la saison 2017.

## Biographie

### Jeunesse
Karlie Samuelson est née à Fullerton. Son père Jon a joué à Fullerton State puis de manière professionnelle en Europe. Sa mère Karen jouait au netball. Elle a deux sœurs, qui ont joué à Stanford, Bonnie et Katie Lou. Elle a joué trois ans au basket pour le lycée Edison High avant de jouer une dernière année pour le lycée Mater Dei.
Au lycée Samuelson est nommé WBCA All-American, elle est aussi nommée pour les distinctions McDonald's All-America et California Gatorade Player of the Year.

### Carrière universitaire
Après le lycée, Samuelson part jouer pour l'Université Stanford aux côtés de sa sœur aînée Bonnie. Samuelson a joué de 2013 à 2017, tout en obtenant également un diplôme en biologie humaine. Samuelson, qui excellait comme tireuse à trois points, s'est qualifiée deux fois pour le Final Four de la NCAA en 2013 et 2017.
Lors de son passage à l'université, Samuelson a joué 134 fois dont 88 en tant que titulaire, elle a marqué 1164 points et 249 tirs à trois points. Elle obtient lors de la saison 2016-2017 les récompenses All-Pac 12, WBCA All-Region et Lexington Regional All-Tournament Team.

### Carrière professionnelle

#### Début professionnel (2017)
Karlie Samuelson n'a pas été repêchée lors de la Draft WNBA 2017 mais rejoint les Sparks de Los Angeles pour la saison 2017 où elle ne joue que trois matchs de pré-saison à cause d'un fracture du pied gauche subie pendant le camp d'entraînement. Samuelson a rejoint ensuite Pallacanestro Vigarano en série A italienne pour sa première saison professionnelle, elle joue 13 matchs avec une moyenne de 14,8 points, 3,9 rebonds par match et 31 tirs à trois points marqués. En janvier 2018 elle quitte Vigarano pour des raisons personnelles.

#### Début en WNBA et en Euroligue (2018-2020)
Samuelson signe pour la saison 2018 avec les Sparks de Los Angeles, elle fait ses débuts officiels en WNBA le 20 mai lors d'un match contre le Lynx du Minnesota, Samuelson marque 3 points en 13 minutes de jeu. Durant la saison, elle dispute 20 matchs de saison régulière et un match de playoffs, son faible temps de jeu (4,2 minutes par match) ne lui permet pas de s'exprimer.
Après la saison WNBA, Samuelson signe avec l'équipe des Mithra Castors Braine en Belgique. En Belgique, elle a une moyenne de 16 points par match dans championnat national où elle finit championne, et 9.7 en Euroligue. Elle rejoint les Sparks lors du camp d'entraînement mais se fait couper durant celui-ci. Samuelson signe avec les Sparks au cours pour un contrat de sept jours de la 2019, à la suite de ses performances à Euro Basket 2019 où elle obtient une moyenne de 11,1 points, 4,4 rebonds et 2,9 passes par match pour aider la Grande-Bretagne à se qualifier jusqu'en demi-finales de la compétition. Le 29 août 2019, Samuelson signe avec les Wings de Dallas pour la fin de saison, elle joue 4 match avec une moyenne de 12 minutes par matchs.
Lors de la post-saison, Samuelson signe en Espagne pour Perfumerías Avenida. De retour aux États-Unis pour la Saison WNBA 2020, le contrat de Samuelson est renouvelé par les Wings avant d’être coupé en début de saison.

### Carrière internationale
Comme sa sœur Bonnie mais contrairement à sa sœur Katie Lou qui représente les États-Unis, Karlie choisit de représenter la Grande-Bretagne, en vertu de la nationalité britannique de sa mère.

## Statistiques

### États-Unis

#### Université
| Gras/Meilleures performances | [ 12 ] |

| Saison                    | Équipe                    | MJ  | M5 | Min   | %T   | %3   | %LF  | Rb  | PD  | Int | Ctr | BP  | F   | Pts   |
| ------------------------- | ------------------------- | --- | -- | ----- | ---- | ---- | ---- | --- | --- | --- | --- | --- | --- | ----- |
| 2013-2014                 | Cardinal de Stanford      | 32  | 2  | 15,5  | 40,4 | 34,8 | 90,7 | 1,2 | 1,3 | 0,4 | 0,1 | 0,7 | 1,1 | 5,1   |
| 2014-2015                 | Cardinal de Stanford      | 29  | 16 | 23,0  | 43,0 | 39,8 | 48,3 | 2,4 | 1,0 | 0,5 | 0,1 | 1,1 | 1,4 | 6,4   |
| 2015-2016                 | Cardinal de Stanford      | 35  | 35 | 30,4  | 45,5 | 47,3 | 90,9 | 3,4 | 2,2 | 1,1 | 0,2 | 1,1 | 2,1 | 9,8   |
| 2016-2017                 | Cardinal de Stanford      | 38  | 35 | 33,5  | 45,4 | 44,3 | 86,4 | 3,4 | 2,7 | 1,1 | 0,2 | 1,4 | 1,4 | 12,4  |
| Total : moyenne par match | Total : moyenne par match |     |    | 26,1  | 45,4 | 44,3 | 83,3 | 2,7 | 1,9 | 0,8 | 0,2 | 1,1 | 1,5 | 8,7   |
| Totaux                    | Totaux                    | 134 | 88 | 3 500 | 368  | 249  | 179  | 357 | 249 | 107 | 24  | 144 | 203 | 1 164 |

#### WNBA
Saisons régulières
| Gras/Meilleures performances | [ 13 ] |

| Saison | Équipe      | MJ | M5 | Min  | %T   | %3   | %LF  | Rb  | PD  | Int | Ctr | BP  | F   | Pts |
| ------ | ----------- | -- | -- | ---- | ---- | ---- | ---- | --- | --- | --- | --- | --- | --- | --- |
| 2018   | Los Angeles | 20 | 0  | 4,2  | 38,9 | 31,3 |      | 0,5 | 0,3 | 0,1 | 0,3 | 0,2 | 0,7 | 1,0 |
| 2019   | Los Angeles | 3  | 0  | 12,0 | 14,3 | 16,7 |      | 0,7 | 1,0 | 0,0 | 0,0 | 0,0 | 0,7 | 1,0 |
| 2019   | Dallas      | 4  | 0  | 12,0 | 28,6 | 33,3 |      | 0,5 | 0,5 | 0,8 | 0,3 | 0,0 | 1,5 | 1,5 |
| 2021   | Los Angeles | 11 | 3  | 15,8 | 38,2 | 47,8 | 71,4 | 2,3 | 0,8 | 0,6 | 0,0 | 0,5 | 1,8 | 3,8 |
| 2021   | Seattle     | 3  | 0  | 10,7 | 30,0 | 12,5 | 100  | 0,3 | 0,7 | 0,0 | 0,0 | 1,0 | 0,3 | 3,0 |
| 2022   | Phoenix     | 1  | 0  | 10,0 | 33,3 | 33,3 |      | 3,0 | 1,0 | 0,0 | 0,0 | 1,0 | 1,0 | 3,0 |
| 2023   | Los Angeles | 34 | 23 | 26,1 | 46,3 | 42,9 | 94,1 | 3,0 | 2,0 | 0,6 | 0,1 | 0,9 | 2,4 | 7,7 |
| Total  | Total       | 76 | 26 | 16,7 | 42,6 | 39,5 | 91,7 | 1,9 | 1,2 | 0,4 | 0,1 | 0,6 | 1,6 | 4,5 |

Playoffs
| Gras/Meilleures performances | [ 13 ] |

| Saison | Équipe      | MJ | M5 | Min | %T | %3 | %LF | Rb  | PD  | Int | Ctr | BP  | F   | Pts |
| ------ | ----------- | -- | -- | --- | -- | -- | --- | --- | --- | --- | --- | --- | --- | --- |
| 2018   | Los Angeles | 1  | 0  | 3,0 |    |    |     | 1,0 | 0,0 | 0,0 | 0,0 | 0,0 | 0,0 | 0,0 |
| Total  | Total       | 1  | 0  | 3,0 |    |    |     | 1,0 | 0,0 | 0,0 | 0,0 | 0,0 | 0,0 | 0,0 |

## Palmarès
- 2x championne d'Espagne en 2021 et 2022
- 2x vainqueure de la coupe de la Reine en 2020 et 2022
- Championne de Belgique en 2019

## Pour approfondir